# Aktuell musik
Aktuell musik var en serie samlingsalbum med blandade artister ur dansbandsgenren, utgivna på KM Records, och senare på Mariann Grammofon. Första albumet släpptes 1993, sista 2003.
Serien dominerade marknaden i flera år. men ersattes senare av Dansband Collection.

## Listframgångar
Volym åtta lyckades i september 1997 ta sig in på den svenska albumlistan, där den slutade på 49:e plats.

## Kritik
Serien kritiserades bland annat för att inte alltid leva upp till sitt namn, utan även innehålla äldre inspelningar från exempelvis början och mitten av 1980-talet.

## Diskografi

### Album
| Titel                | Utgivning |
| -------------------- | --------- |
| 20 bästa danslåtarna | 1993      |
| 20 topplåtar         | 1994      |
| Aktuell musik 3      | ?         |
| Aktuell musik 4      | 1996      |
| Aktuell musik 5      | ?         |
| Aktuell musik 6      | ?         |
| Aktuell musik 7      | 1997      |
| Aktuell musik 8      | 1998      |
| Aktuell musik 9      | 1998      |
| Aktuell musik 10     | 1998      |
| Aktuell musik 11     | 1998      |
| Aktuell musik 12     | 1999      |
| Aktuell musik 13     | 1999      |
| Aktuell musik 14     | 2000      |
| Aktuell musik 15     | 2000      |
| Aktuell musik 16     | 2000      |
| Aktuell musik 17     | 2001      |
| Aktuell musik 18     | 2001      |
| Aktuell musik 19     | 2001      |
| Aktuell musik 20     | 2002      |
| Aktuell musik 21     | 2002      |
| Aktuell musik 22     | 2002      |
| Aktuell musik 23     | 2003      |
| Genombrottslåtar     | 2003      |

### Fotnoter
1. ↑  ”Aktuell musik”. Svensk mediedatabas. http://smdb.kb.se/catalog/search?q=%22Aktuell+musik%22+typ%3Afonogram&sort=OLDEST. Läst 22 juni 2015.
2. ↑  Michael Nystås (23 augusti 2005). ”Aktuell musik”. Aftonbladet. http://www.aftonbladet.se/nojesbladet/kronikorer/article10650753.ab. Läst 22 juni 2015.
3. ↑  Michael Nystås (7 september 2004). ”Lyft blicken och upptäck nåt nytt med den här samlingen”. Aftonbladet. http://www.aftonbladet.se/nojesbladet/kronikorer/article10484624.ab. Läst 22 juni 2015.
4. ↑  ”Aktuell musik 8”. Swedishcharts. 2 mars 1997. http://www.swedishcharts.com/showitem.asp?interpret=&titel=Aktuell+musik+8&cat=a. Läst 22 juni 2015.
5. ↑  Michael Nystås (10 september 2002). ”Hur aktuell är en 20 år gammal Vikingarna-låt?”. Aftonbladet. http://www.aftonbladet.se/nojesbladet/kronikorer/article10304974.ab. Läst 22 juni 2015.